# Suddivisione amministrativa del Regno di Jugoslavia
Il Regno di Jugoslavia, formatosi nel 1918 alla conclusione della prima guerra mondiale e dissoltosi nell'aprile 1941, in seguito alla invasione tedesca, durante la sua storia ebbe tre forme di suddivisioni amministrative:
- dal 1918 al 1922 il regno mantenne la struttura degli stati predecessori della Jugoslavia;
- dal 1922 al 1929 il regno fu suddiviso in 33 oblasti o province;
- dal 1929 in 9 banovine o regioni, con larga autonomia.

## Suddivisione degli stati precedenti al Regno di Jugoslavia

Le contee del Regno di Croazia e Slavonia, appartenenti all'Austria-Ungheria rimasero in atto fino al 1922.

Alla fine del 1918 la Jugoslavia nacque dall'unione del Regno di Serbia, del Regno del Montenegro e dei territori a maggioranza slovena e croata precedentemente appartenenti all'Austria-Ungheria. Questa suddivisione rimase in vigore fino al 1922.
Anche le denominazioni riflettono la loro provenienza: continuarono a chiamarsi contee le amministrazioni provenienti dall'Austria-Ungheria, mentre quelle provenienti dal Regno di Serbia e dal Regno del Montenegro furono ancora dette distretti.
1. Distretto di Andrijevica (precedentemente in Montenegro)
2. Distretto di Banja Luka (precedentemente in Austria-Ungheria)
3. Distretto di Antivari (precedentemente in Montenegro)
4. Distretto di Belgrado (precedentemente in Serbia)
5. Distretto di Berane (precedentemente in Montenegro)
6. Distretto di Bihać (precedentemente in Austria-Ungheria)
7. Distretto di Bijelo Polje (precedentemente in Montenegro)
8. Contea di Bjelovar (precedentemente in Austria-Ungheria)
9. Distretto di Bitola (precedentemente in Serbia)
10. Distretto di Čačak (precedentemente in Serbia)
11. Contea di Cattaro (precedentemente in Austria-Ungheria)
12. Distretto di Cettigne (precedentemente in Montenegro)
13. Distretto di Ćuprija (District of Morava; precedentemente in Serbia)
14. Distretto di Gornji Milanovac (Distretto di Rudnica; precedentemente in Serbia)
15. Contea di Gospić (contea di Lika-Krbava; precedentemente in Austria-Ungheria)
16. Distretto di Kavadarci (Distretto di Tikveš; precedentemente in Serbia)
17. Distretto di Kolašin (precedentemente in Montenegro)
18. Distretto di Kosovska Mitrovica (Distretto di Zvečan; precedentemente in Serbia)
19. Distretto di Kragujevac (precedentemente in Serbia)
20. Distretto di Kruševac (precedentemente in Serbia)
21. Distretto di Kumanovo (precedentemente in Serbia)
22. Contea di Lubiana (precedentemente in Austria-Ungheria)
23. Contea di Maribor (precedentemente in Austria-Ungheria)
24. Distretto di Mostar (precedentemente in Austria-Ungheria)
25. Distretto di Negotin (Distretto di Krajina; precedentemente in Serbia)
26. Distretto di Nikšić (precedentemente in Montenegro)
27. Distretto di Niš (precedentemente in Serbia)
28. Distretto di Novi Pazar (Distretto di Raška; precedentemente in Serbia)
29. Distretto di Novi Sad (precedentemente in Austria-Ungheria)
30. Contea di Ogulin (Modrussa-Fiume; precedentemente in Austria-Ungheria)
31. Distretto di Ocrida (precedentemente in Serbia)
32. Contea di Osijek (precedentemente in Austria-Ungheria)
33. Distretto di Peć (Distretto di etohija; precedentemente in Montenegro)
34. Distretto di Pirot (precedentemente in Serbia)
35. Distretto di Pljevlja (precedentemente in Montenegro)
36. Distretto di Podgorica (precedentemente in Montenegro)
37. Distretto di Požarevac (precedentemente in Serbia)
38. Contea di Pozsega (precedentemente in Austria-Ungheria)
39. Distretto di Prijepolje (precedentemente in Serbia)
40. Distretto di Priština (Distretto di Kosovo; precedentemente in Serbia)
41. Distretto di Prizren (precedentemente in Serbia)
42. Distretto di Prokuplje (Distretto di Toplica; precedentemente in Serbia)
43. Contea di Ragusa (precedentemente in Austria-Ungheria)
44. Distretto di Šabac (Distretto di Podrinje; precedentemente in Serbia)
45. Distretto di Sarajevo (precedentemente in Austria-Ungheria)
46. Contea di Sebenico (precedentemente in Austria-Ungheria)
47. Distretto di Skopje (precedentemente in Serbia)
48. Distretto di Smederevo (precedentemente in Serbia)
49. Contea di Spalato (precedentemente in Austria-Ungheria)
50. Distretto di Štip (Distretto di Bregalnica; precedentemente in Serbia)
51. Distretto di Tetovo (precedentemente in Serbia)
52. Distretto di Travnik (precedentemente in Austria-Ungheria)
53. Distretto di Tuzla (precedentemente in Austria-Ungheria)
54. Distretto di Užice (precedentemente in Serbia)
55. Distretto di Valjevo (precedentemente in Serbia)
56. Contea di Varaždin (precedentemente in Austria-Ungheria)
57. Distretto di Veliki Bečkerek (precedentemente in Austria-Ungheria)
58. Distretto di Vranje (precedentemente in Serbia)
59. Contea di Vukovar (Comitato di Sirmia; precedentemente in Austria-Ungheria)
60. Contea di Zagabria (precedentemente in Austria-Ungheria)
61. Distretto di Zaječar (precedentemente in Serbia)

## Suddivisioni dal 1922 al 1929

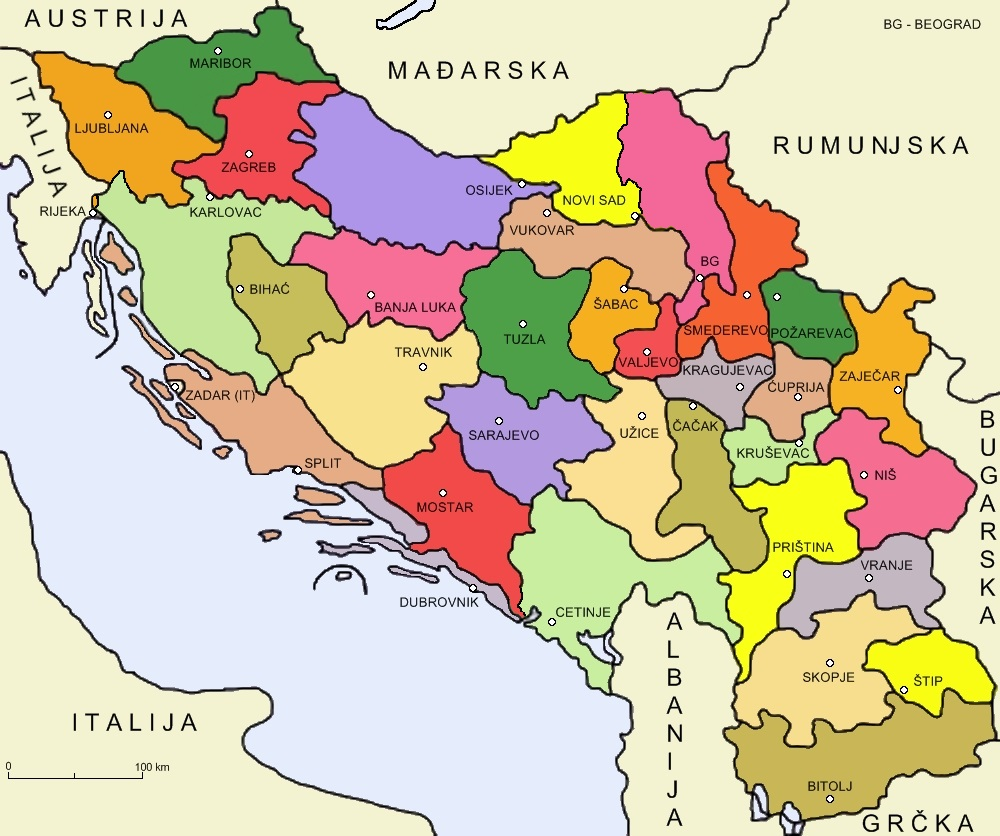
Oblast del Regno dei Serbi, Croati e Sloveni.

Nel 1921 venne promulgata la nuova costituzione di Vidovdan, che entrò in vigore l'anno successivo e che costituiva il nuovo Regno come stato unitario. Veniva allo stesso tempo introdotta la nuova suddivisione amministrativa, che non aveva nessuna relazione con quella precedente. Lo stato veniva suddiviso in 33 oblast.
1. Oblast di Banja Luka
2. Oblast di Belgrado
3. Oblast di Bihać
4. Oblast di Bitola
5. Oblast di Čačak (Raška Oblast)
6. Oblast di Cettigne (Zeta Oblast)
7. Oblast di Ćuprija
8. Oblast di Ragusa
9. Oblast di Karlovec (Primorsko-Krajina Oblast)
10. Oblast di Kragujevac (Šumadija Oblast)
11. Oblast di Kruševac
12. Oblast di Lubiana
13. Oblast di Maribor
14. Oblast di Mostar
15. Oblast di Niš
16. Oblast di Novi Sad - Bačka Oblast
17. Oblast di Osijek
18. Oblast di Požarevac
19. Oblast di Priština (Kosovo Oblast)
20. Oblast di Šabac (Podrinje Oblast)
21. Oblast di Sarajevo
22. Oblast di Skopje
23. Oblast di Smederevo (Podunavlje Oblast)
24. Oblast di Spalato
25. Oblast di Štip
26. Oblast di Travnik
27. Oblast di Tuzla
28. Oblast di Užice (Zlatibor Oblast?)
29. Oblast di Valjevo
30. Oblast di Vranje
31. Oblast di Vukovar (Syrmia Oblast)
32. Oblast di Zagabria
33. Oblast di Zaječar (Timok Oblast)

## Suddivisione in banovine (o banati)

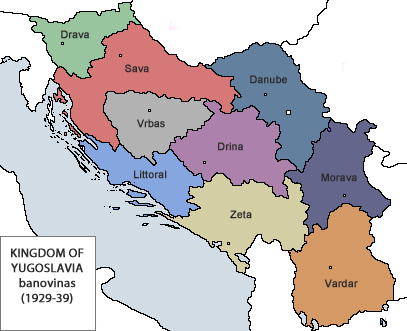
La suddivisione in banovine.

1. Banovina del Danubio (Dunavska banovina), capitale: Novi Sad
2. Banovina della Drava (Dravska banovina), capitale: Lubiana
3. Banovina della Drina (Drinska banovina), capitale: Sarajevo
4. Banovina del Litorale (Primorska banovina), capitale: Spalato
5. Banovina della Morava (Moravska banovina), capitale: Niš
6. Banovina della Sava (Savska banovina), capitale: Zagabria
7. Banovina del Vardar (Vardarska banovina), capitale: Skopje
8. Banovina del Vrbas (Vrbaska banovina), capitale: Banja Luka
9. Banovina della Zeta (Zetska banovina), capitale: Cettigne

### Banovina di Croazia (1939-1941)

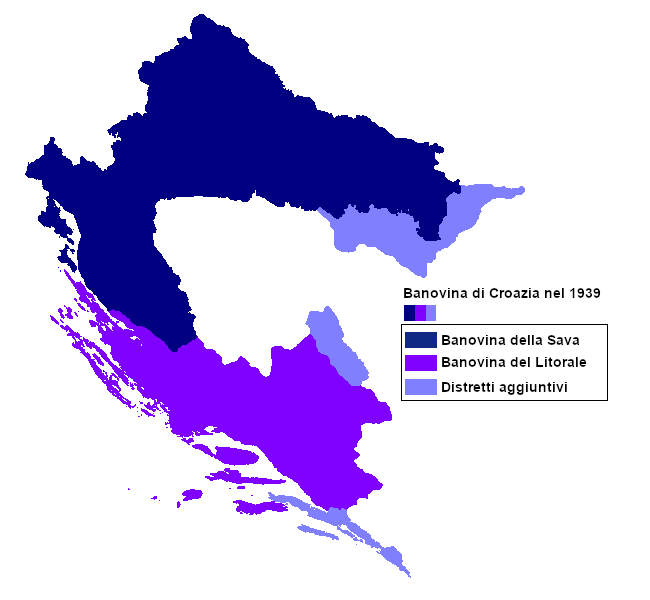
La banovina di Croazia con le nuove acquisizioni dalle altre banovine.

Nel 1939, per cercare una soluzione alla "questione croata", si arrivò all'accordo Cvetković-Maček, che prevedeva la creazione della Banovina di Croazia, con ampia autonomia all'interno del Regno. La banovina nasceva dall'unione della banovina della Sava e della banovina del Litorale con alcuni piccoli territori provenienti dalla banovina della Drina, dalla banovina del Danubio, dalla banovina del Vrbas e dalla banovina della Zeta. La capitale era la città di Zagabria.